# IC 4838
IC 4838 је спирална галаксија у сазвјежђу Паун која се налази на листи објеката дубоког неба у Индекс каталогу.
Деклинација објекта је - 61° 36' 50" а ректасцензија 19h 16m 46,3s. Привидна величина (магнитуда) објекта IC 4838 износи 13,2 а фотографска магнитуда 14,2. IC 4838 је још познат и под ознакама ESO 141-45, AM 1912-614, IRAS 19122-6142, PGC 63002.